# Таїланд на Олімпійських іграх
Таїланд бере участь в літніх Олімпійських іграх з 1952 року й відтоді таїландські спортсмени не пропустили жодної літньої Олімпіади, крім Ігор 1980 року в Москві. На зимових Олімпійських іграх спортсмени таїланду дебютували 2002 року на Іграх в Солт-Лейк-Сіті. Виступивши на зимових Іграх 2006 року, Таїланд не делегував своїх представників на останню зимову Олімпіаду у Ванкувері. Єдиним учасником обох зимових Ігор став лижник Прават Нагваджар.
За історію своїх виступів таїландськими спортсменами було здобуто 30 олімпійських нагород, зокрема 9 золотих.
Олімпійський комітет Таїланду було засновано 1948 року та визнано Міжнародним олімпійським комітетом в 1950 році.

## Медальний залік

### Медалі на Олімпійських іграх
| Ігри                | Золото         | Срібло         | Бронза         | Загалом        |
| 1952 Гельсінки      | 0              | 0              | 0              | 0              |
| 1956 Мельбурн       | 0              | 0              | 0              | 0              |
| 1960 Рим            | 0              | 0              | 0              | 0              |
| 1964 Токіо          | 0              | 0              | 0              | 0              |
| 1968 Мехіко         | 0              | 0              | 0              | 0              |
| 1972 Мюнхен         | 0              | 0              | 0              | 0              |
| 1976 Монреаль       | 0              | 0              | 1              | 1              |
| 1980 Москва         | Не брав участі | Не брав участі | Не брав участі | Не брав участі |
| 1984 Лос-Анджелес   | 0              | 1              | 0              | 0              |
| 1988 Сеул           | 0              | 0              | 1              | 1              |
| 1992 Барселона      | 0              | 0              | 1              | 1              |
| 1996 Атланта        | 1              | 0              | 1              | 2              |
| 2000 Сідней         | 1              | 0              | 2              | 3              |
| 2004 Афіни          | 3              | 1              | 4              | 8              |
| 2008 Пекін          | 2              | 2              | 0              | 4              |
| 2012 Лондон         | 0              | 2              | 1              | 3              |
| 2016 Ріо-де-Жанейро | 2              | 2              | 2              | 6              |
| Всього              | 9              | 8              | 13             | 30             |

### Медалі за видами спорту
| Ігри           | Золото | Срібло | Бронза | Загалом |
| Важка атлетика | 5      | 2      | 4      | 11      |
| Бокс           | 4      | 4      | 6      | 14      |
| Тхеквондо      | 0      | 2      | 3      | 5       |
| Всього         | 9      | 8      | 13     | 30      |